# Сент Лајбори (Илиноис)
Сент Лајбори (енгл. St. Libory) град је у америчкој савезној држави Илиноис.

## Демографија
По попису из 2010. године број становника је 615, што је 32 (5,5%) становника више него 2000. године.
| Група             | 2000.       | 2010.       |
| Белци             | 571 (97,9%) | 593 (96,4%) |
| Афроамериканци    | 1 (0,2%)    | 1 (0,2%)    |
| Азијати           | 0 (0,0%)    | 1 (0,2%)    |
| Хиспаноамериканци | 2 (0,3%)    | 9 (1,5%)    |
| Укупно            | 583         | 615         |